# خدا پادشاه را حفظ کند
خدا پادشاه را حفظ کند (به انگلیسی: God Save the King) و (به سوئدی: Tjenare kungen) فیلمی محصول سال ۲۰۰۵ و به کارگردانی اولف مالمروس است. در این فیلم بازیگرانی همچون جوزفین نلدین، سی‌سی والین، مالین لارسون، یوئل کینامان، شل بریکوئیست و آندش لونبرو ایفای نقش کرده‌اند.